# オー (ソンム県)
オー（フランス語：Ault）は、フランス北部のオー＝ド＝フランス地域圏、ソンム県にあるコミューン。

## 地理
オーは、D19上にあり、アブヴィルの32kmほど西、ソンム県の南西に位置している。町は石灰岩の断崖の上にある。町の南には、大きな森がある。牛、羊、ゲームなどは、この港から運ばれる。

## 鉄道
オーには、ヴォアンクール - オー間を結ぶ鉄道の駅があった。1939年5月に乗客輸送としての幕を閉じ、第二次世界大戦中は、大西洋の壁に使われる物資を運ぶため、この鉄道が使用された。また、ランシェル - オー間の鉄道も建設された。この路線は、戦後廃止された。

## ギャラリー

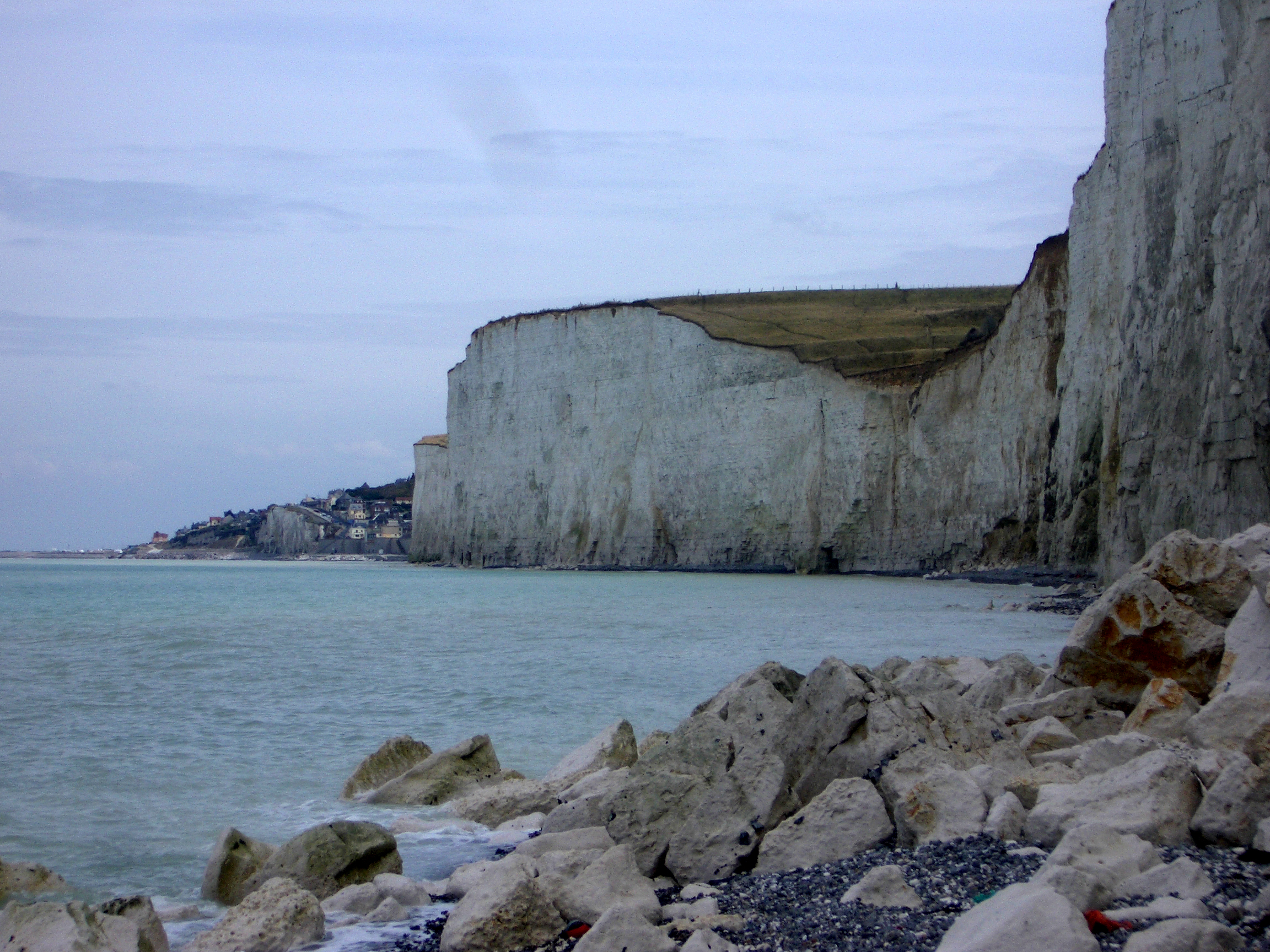
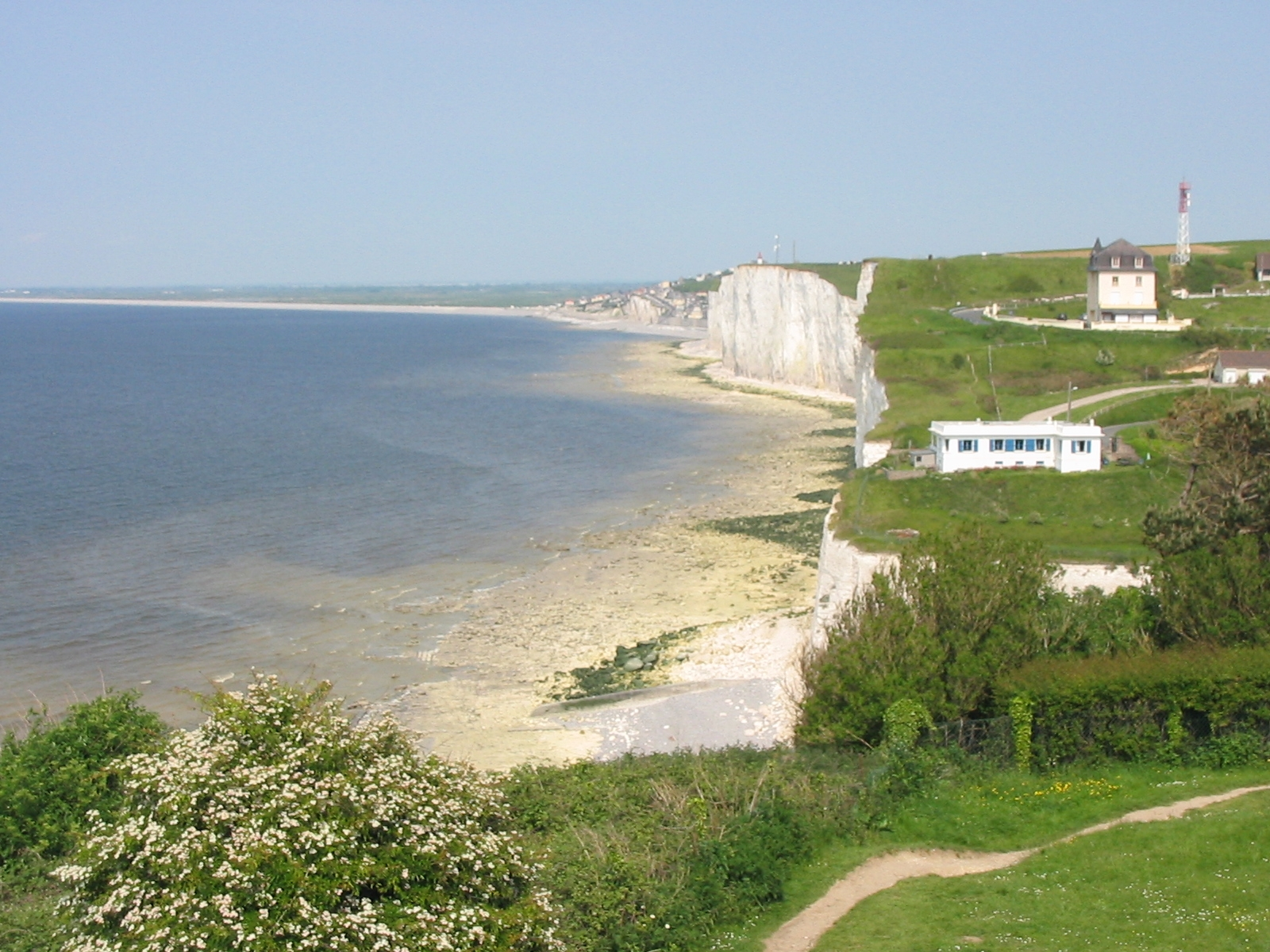
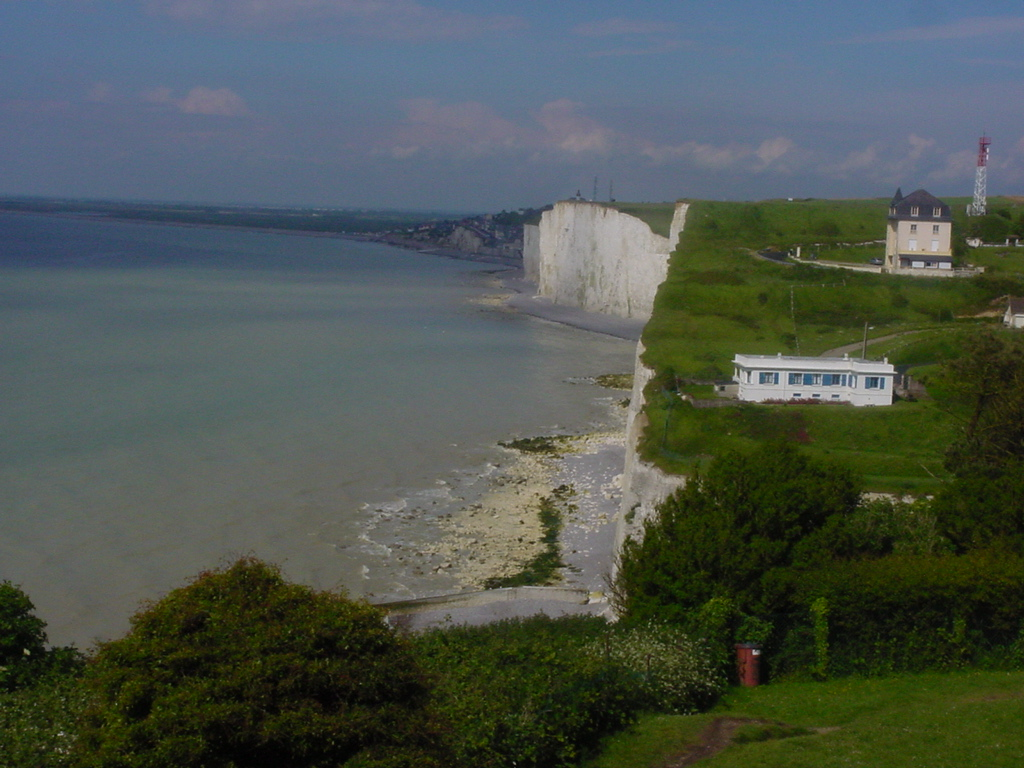
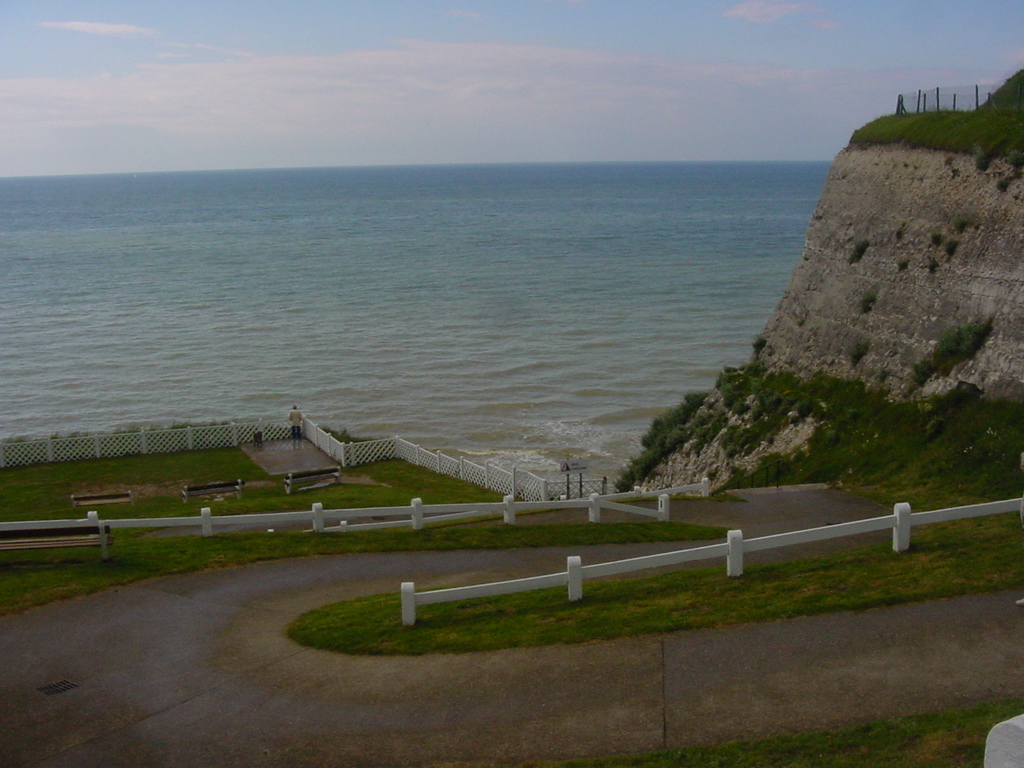
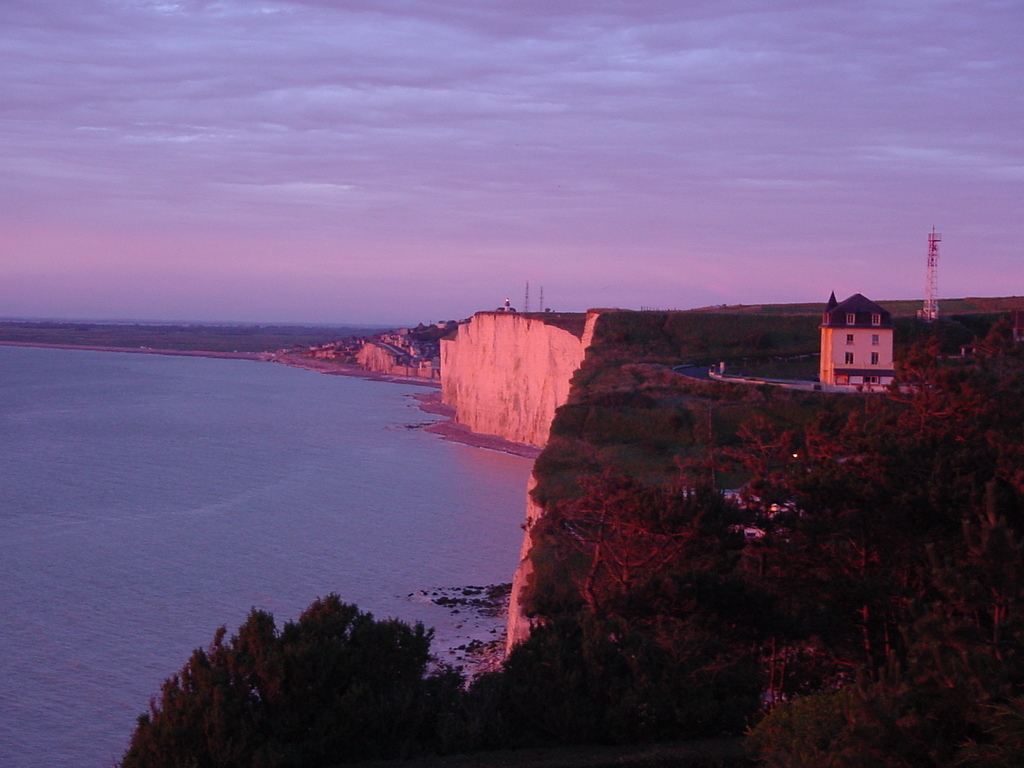
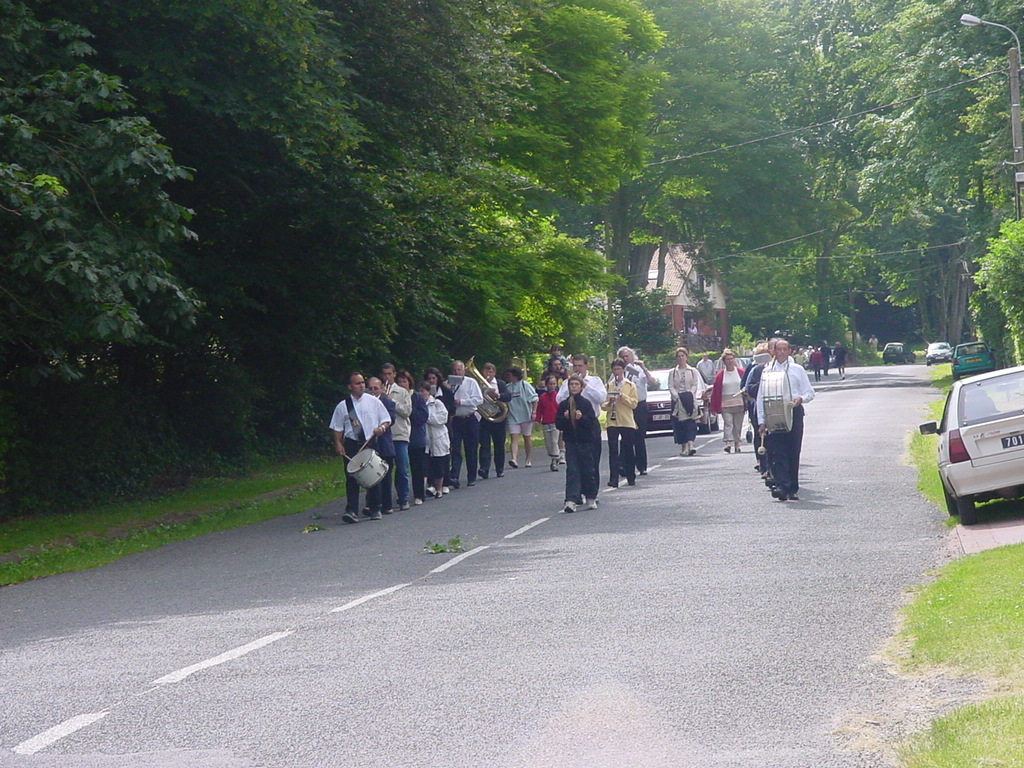
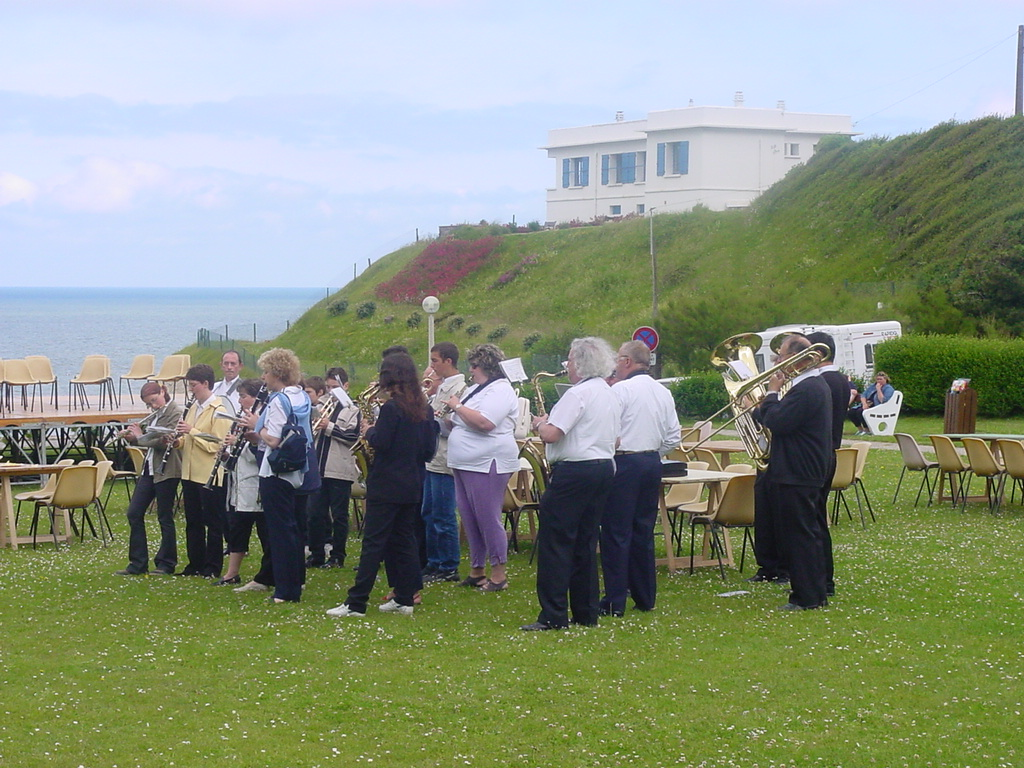
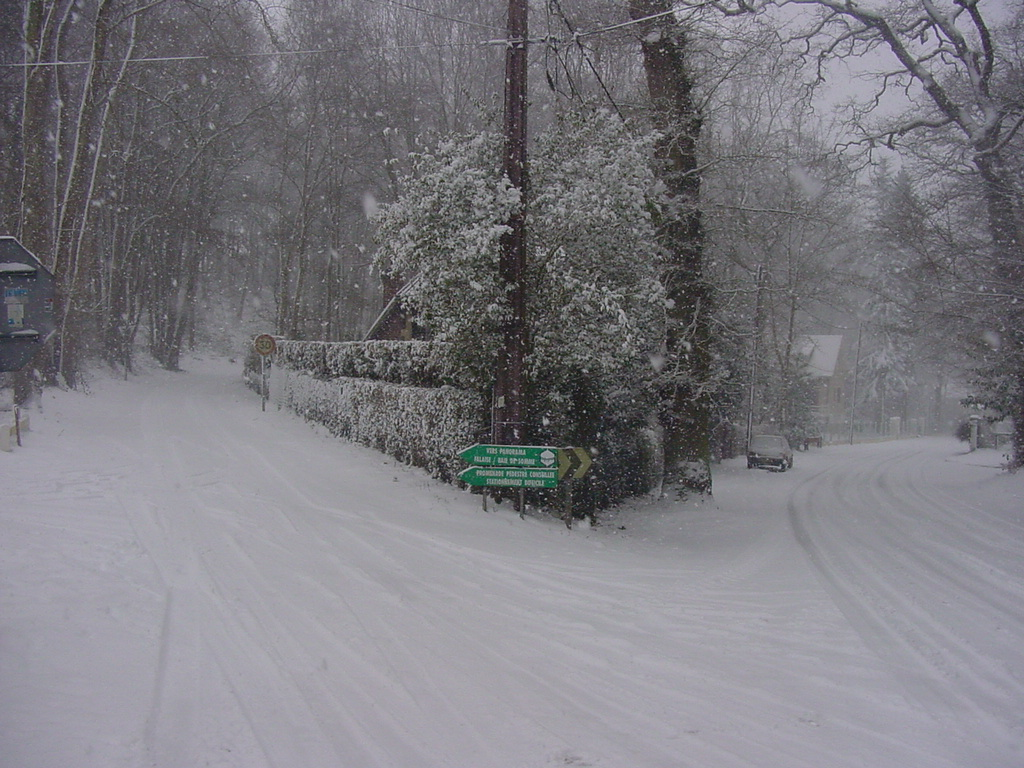
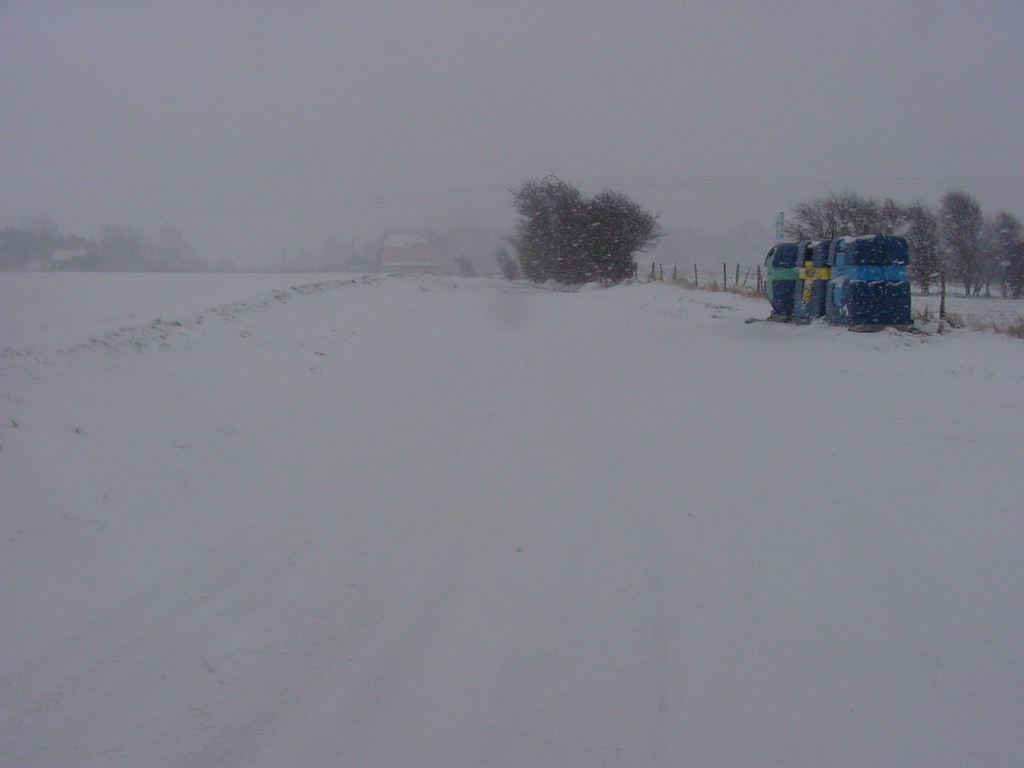
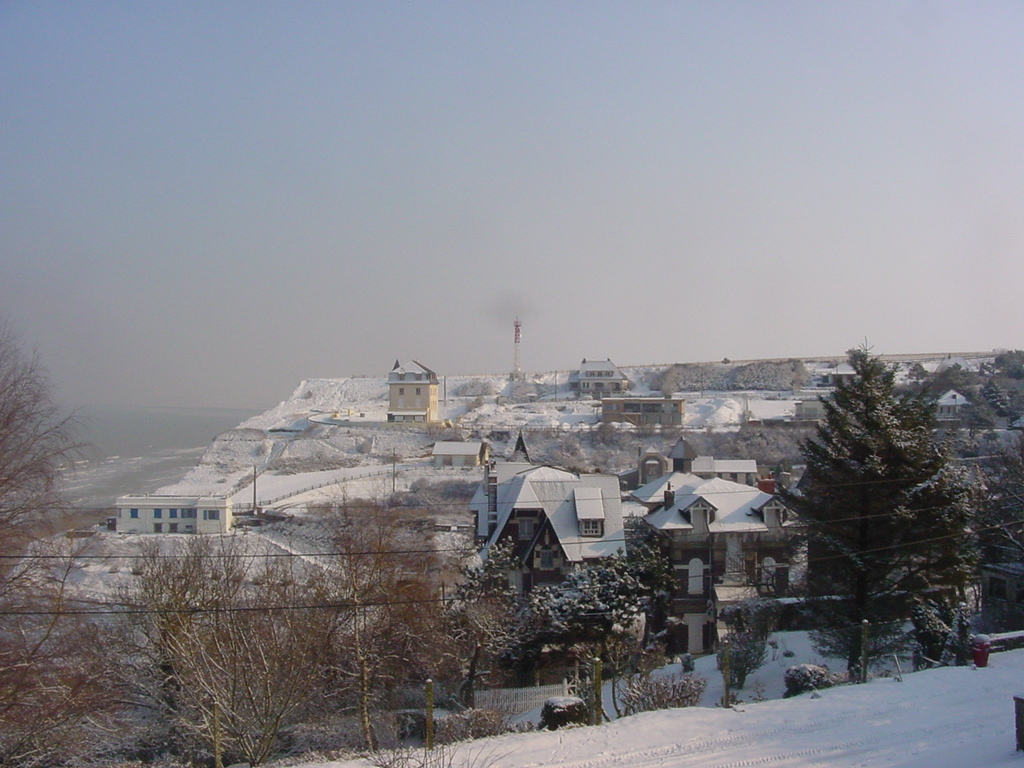
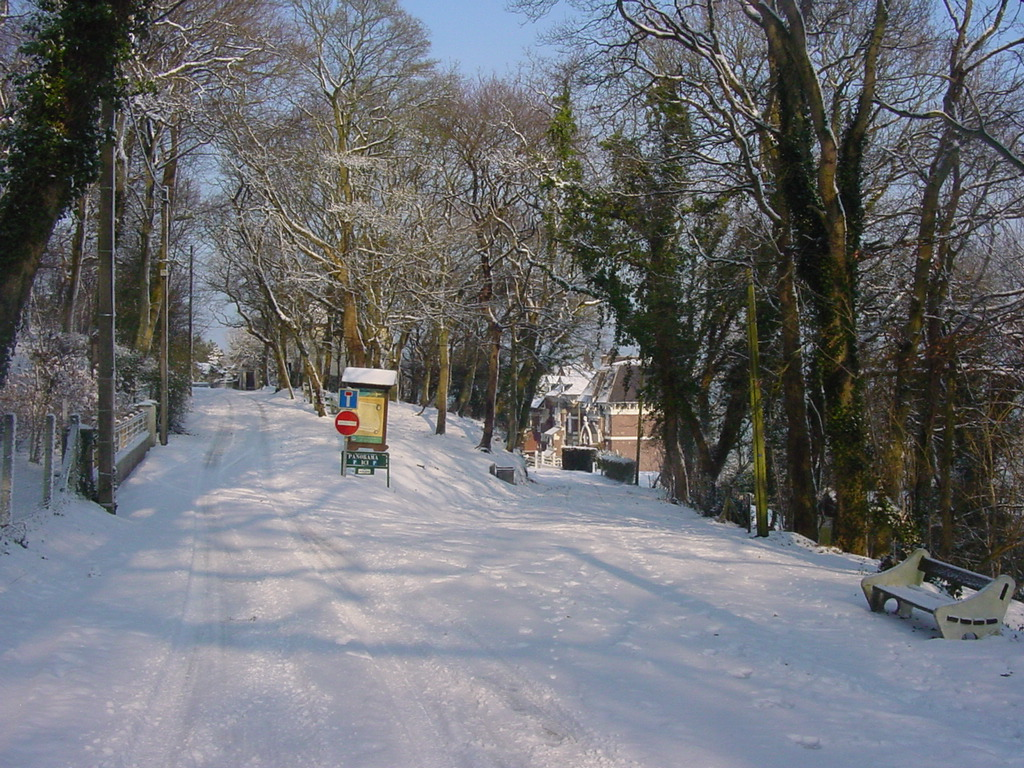
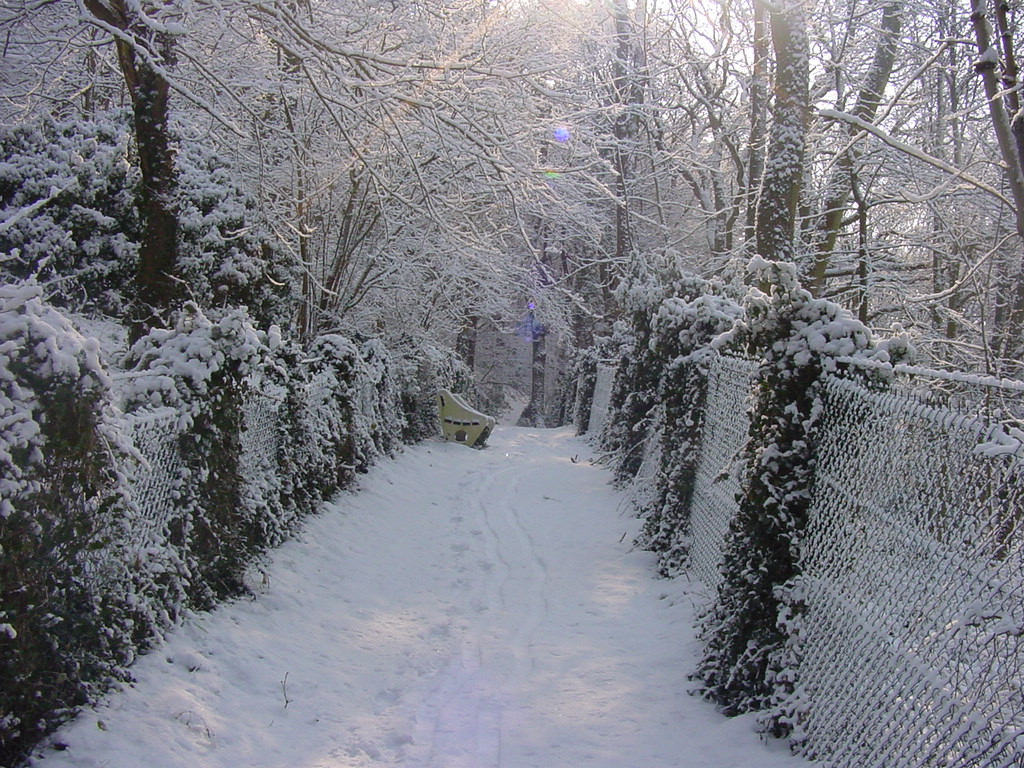
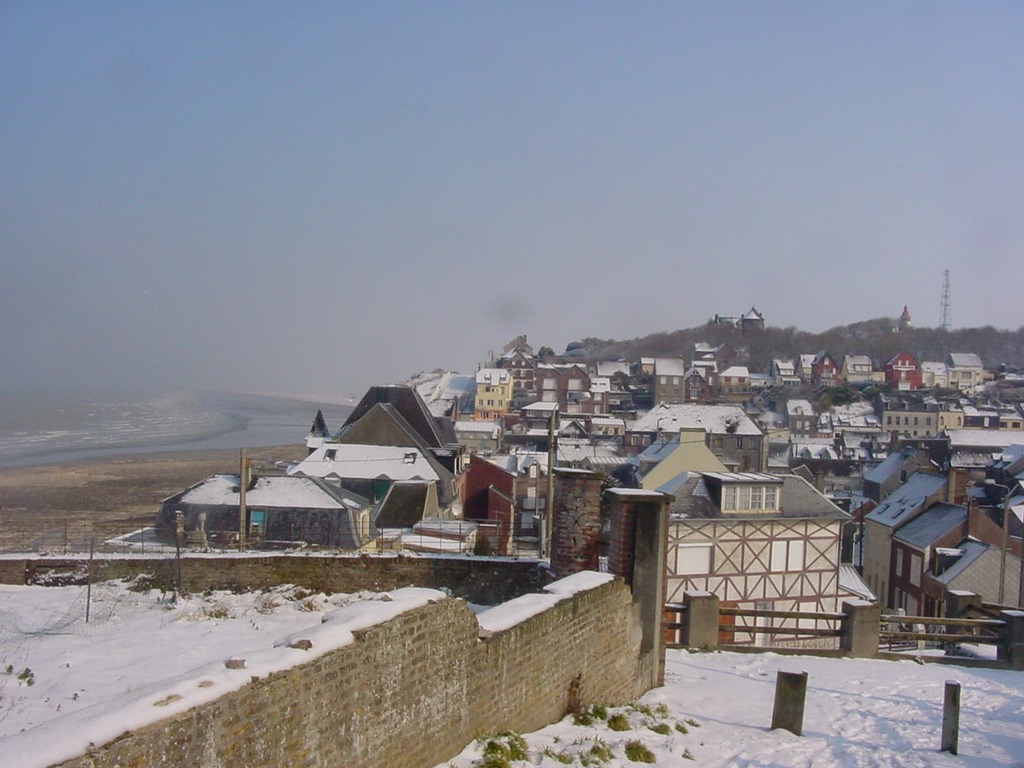
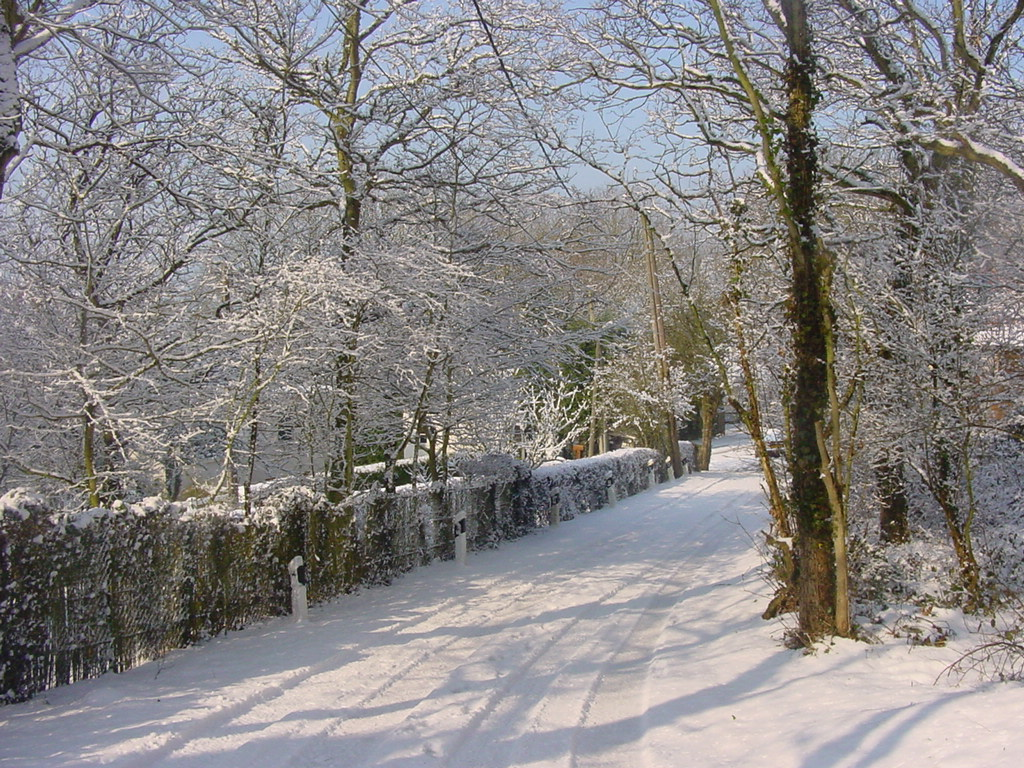
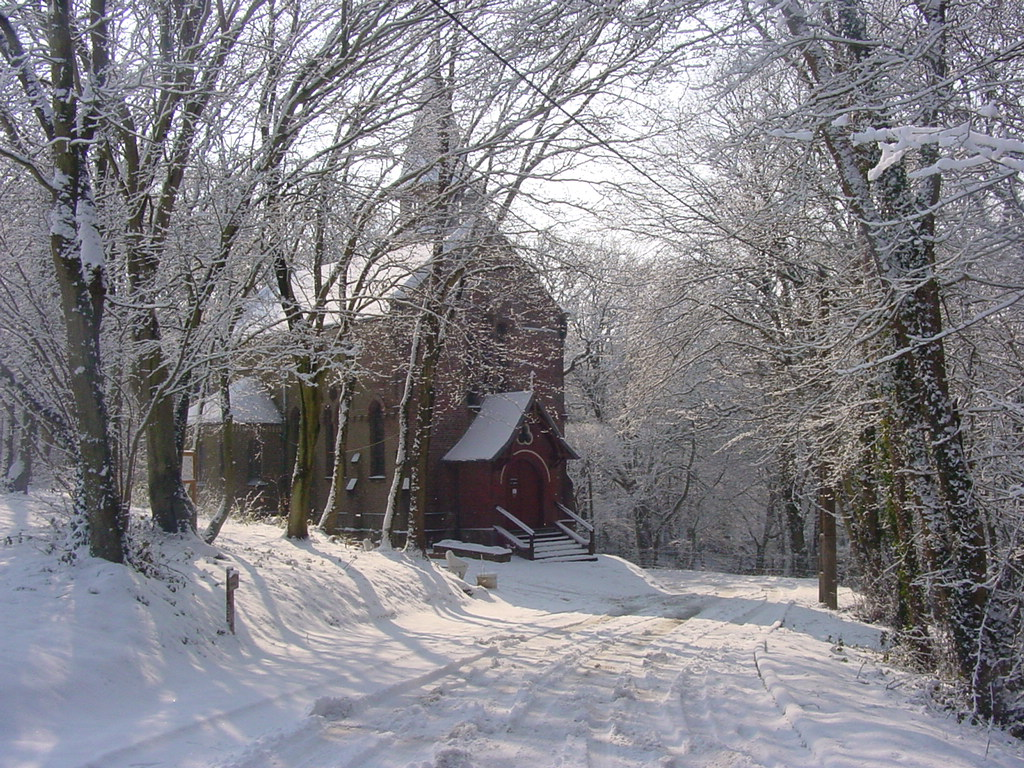
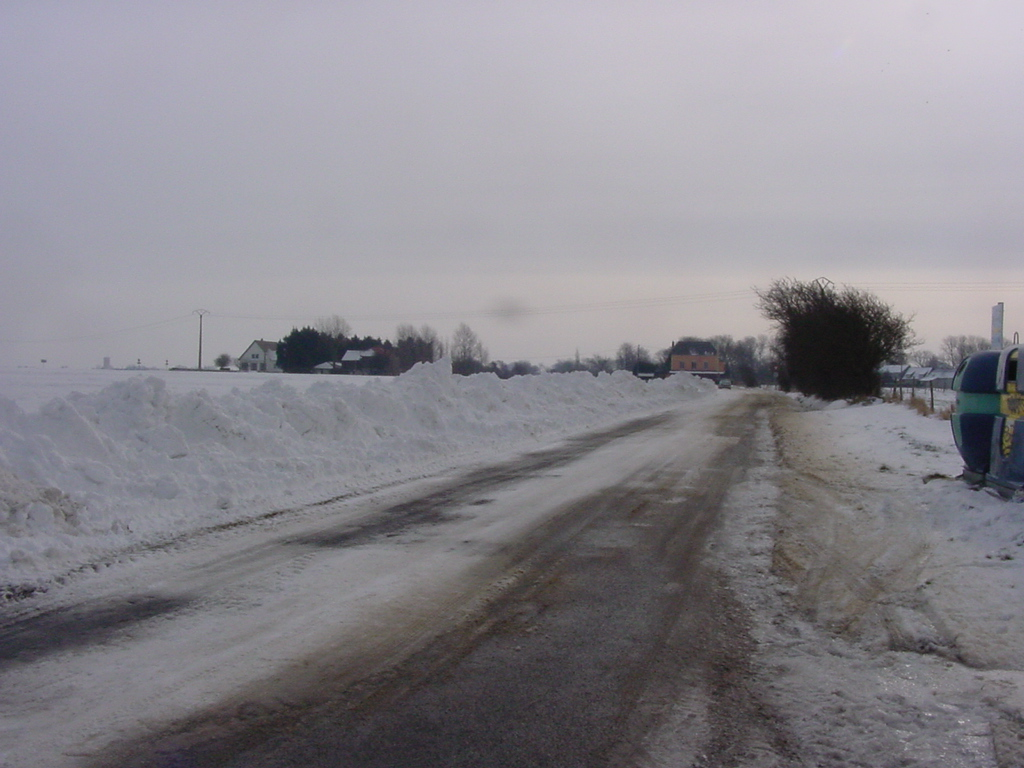

## 人口
| 年 | 1962 | 1968 | 1975 | 1982 | 1990 | 1999 | 2006 |
| --- | ---- | ---- | ---- | ---- | ---- | ---- | ---- |
| 人口 | 1996 | 2014 | 2192 | 2058 | 2054 | 2070 | 1941 |
| 1962年より複数のコミューンに居住地を持つ住民(例:学生、軍人)を2人として数えるのを中止し1人とのみカウントしている。 |      |      |      |      |      |      |      |

## 名所
- サン・ピエール教会：15〜16世紀の教会
- 戦争記念碑：ポール・ランドスキの設計
- 2つのチャペル：19世紀に建造
- 古い住宅群
- 灯台：海抜106m以上
- 崖と海岸